# Życie przed sobą (film 2020)
Życie przed sobą (wł. La vita davanti a sé) – włoski dramat filmowy z 2020 roku w reżyserii Edoardo Pontiego. Adaptacja powieści pod tym samym tytułem z 1975 roku autorstwa francuskiego pisarza Romaina Gary'ego. 
Wcześniejsza francuska ekranizacja powieści, Życie przed sobą (1977) w reżyserii Mosze Mizrachiego z Simone Signoret w roli głównej, nagrodzona została Oscarem dla najlepszego filmu nieanglojęzycznego.

## Fabuła
Południe Włoch. Była prostytutka Madame Rosa (Sophia Loren), która przeżyła Holocaust, po skończeniu z najstarszym zawodem świata zaczęła opiekować się za pieniądze dziećmi innych prostytutek. Wychowała mnóstwo dzieci, a sąsiedzi nazywali jej mieszkanie "azylem". Pewnego dnia do jej domu trafia pochodzący z Senegalu 12-letni Momo. Krnąbrny, sprawiający kłopoty chłopiec stopniowo ulega wewnętrznej przemianie.

## Obsada
- Sophia Loren – Madame Rosa
- Ibrahima Gueye – Momo
- Renato Carpentieri – dr Coen
- Diego Iosif Pirvu – Iosif
- Massimiliano Rossi – diler
- Abril Zamora – Lola
- Babak Karimi – Hamil

## Produkcja
Zdjęcia kręcono we włoskim regionie Apulia (Bari, Ostuni w prowincji Brindisi, Trani w prowincji Barletta-Andria-Trani).